# Sommet de l'OTAN de 1975
Pour un article plus général, voir Sommet de l'OTAN.
Le sommet de l'OTAN Bruxelles 1975 est le 3e sommet de l'OTAN, conférence diplomatique réunissant à Bruxelles, en Belgique, les 29 et 30 mai 1975, les chefs d'État et de gouvernement des pays membres de l'Organisation du traité de l'Atlantique nord.